# Valerij Muratov
Valerij Alekseevič Muratov (in russo Валерий Алексеевич Муратов?; Kolomna, 1º maggio 1946) è un ex pattinatore di velocità su ghiaccio sovietico, dal 1991 russo.

## Palmarès

### Olimpiadi invernali
- Argento a Innsbruck 1976 nei 500 metri.
- Bronzo a Sapporo 1972 nei 500 metri.
- Bronzo a Innsbruck 1976 nei 1000 metri.